# Neubaufahrzeug
 (mars 2015).
Si vous disposez d'ouvrages ou d'articles de référence ou si vous connaissez des sites web de qualité traitant du thème abordé ici, merci de compléter l'article en donnant les références utiles à sa vérifiabilité et en les liant à la section « Notes et références ».
La série des prototypes Neubaufahrzeug a été une première tentative de créer un char lourd pour la Wehrmacht. Multi-tourelles, lourds et lents, ces chars ne cadraient pas avec la tactique de la Blitzkrieg et n'ont pas été mis en production. Les prototypes, fabriqués en aciers doux, furent utilisés à des fins de propagande, bien que trois aient pris part à la campagne de Norvège en 1940, surtout dans un but d'intimidation.

## Développement
Durant les années 1920 et 1930, plusieurs pays ont expérimenté des chars lourds avec plusieurs tourelles, comme le Vickers A1E1 Independent (en) pour les Britanniques en 1926, ou le T-35 pour les Soviétiques en 1933.
Le développement des Neubaufahrzeug (en français « nouvelle construction de véhicule ») a commencé en 1933, lorsque la Reichswehr a donné un contrat pour le développement d'un Grosstraktor (tracteur lourd) à la fois à Rheinmetall et Krupp. Großtraktor était un nom de code pour le développement d'un char lourd, la construction de chars étant interdite à l'Allemagne par le traité de Versailles.
Le Großtraktor et le Neubaufahrzeug se ressemblaient dans une large mesure, la différence principale étant la position des armes. Chacun avait une tourelle principale armée d'un canon de 75 mm KwK L/24 et un 37 mm KwK L/45 (en) en arme secondaire. Mais Rheinmetall a monté l'arme secondaire au-dessus du 75 mm KwK L/24, tandis que la conception Krupp l'avait monté à côté. Les deux modèles ont deux tourelles secondaires montées à l'avant et à l'arrière de la tourelle principale.
Le char de Rheinmetall a été nommé PzKpfw NbFz V (Panzerkampfwagen NeubauFahrzeug V), et la conception de Krupp PzKpfw NbFz VI. Il était prévu que ces projets jouent le rôle de chars lourds dans l'arme blindée, mais leur conception s'est avérée trop complexe et peu fiable pour ce rôle. Le développement a néanmoins continué pour que la Wehrmacht naissante puisse acquérir de l'expérience avec des chars multi-tourelles.
En 1934, Rheinmetall a construit deux prototypes en acier doux. Trois prototypes ont été construits avec un meilleur blindage et la tourelle de Krupp en 1935 et 1936.

## Utilisation

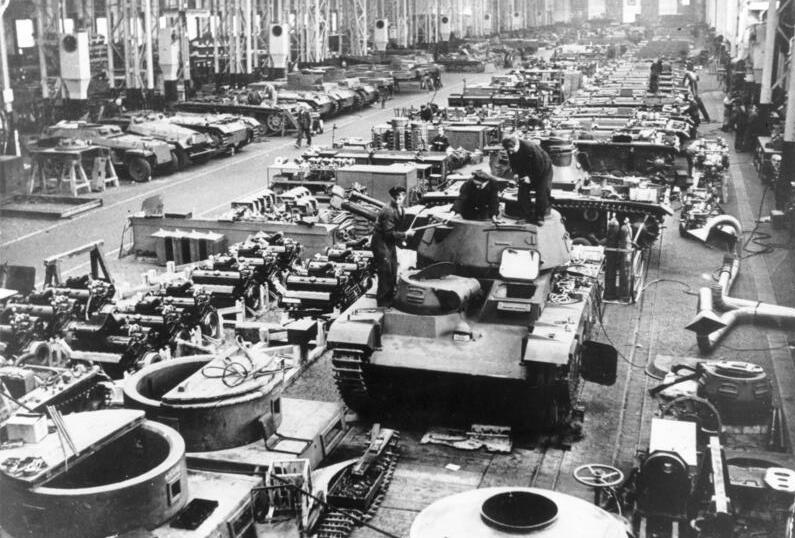
Neubaufahrzeug en fabrication.

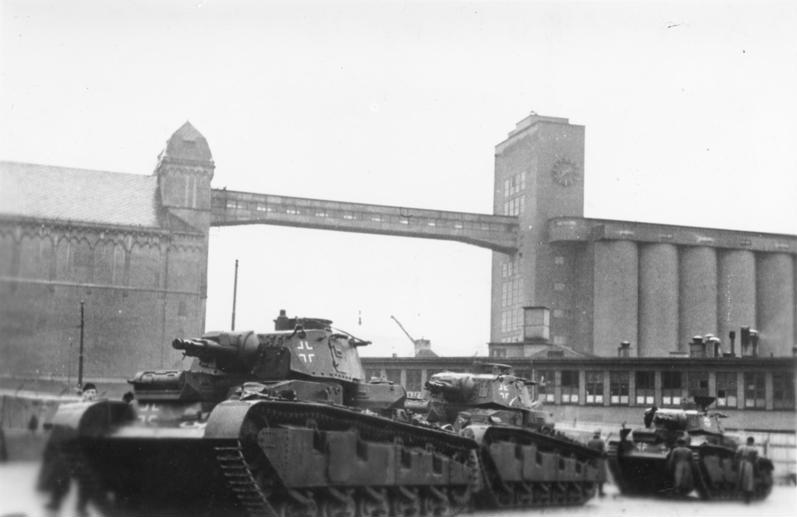
Les trois Neubaufahrzeug à Oslo en avril 1940.

Bien que ces chars n'aient jamais été mis en production, ils ont fourni un outil de propagande à l'Allemagne nazie, en étant notamment présentés à l'Exposition internationale de l'automobile à Berlin en 1939.
Ce rôle de propagande a été étendu avec l'invasion allemande de la Norvège, quand une Panzerabteilung spéciale a été constituée, regroupant les trois prototypes, déployée à Oslo.
Malheureusement, nous ne connaissons pas ce qui est arrivé aux chars après la campagne de Norvège, mais aucun d’entre eux n’a survécu à la guerre. Les véhicules survivants ont reçu l’ordre d’être mis au rebut en 1941, et cela a eu lieu en 1942 selon des documents capturés par les Britanniques en 1945. Les dates auxquelles les véhicules ont été mis au rebut ne sont pas claires, mais on pense que le début de la construction des prototypes Sturer Emil date de la même époque.
Selon certaines sources allemandes[Lesquelles ?], trois NbFz ont été rattachés à la 1re armée de panzers et ont été détruits au combat par des chars soviétiques BT-7 en Ukraine en juin 1941.

## Caractéristiques techniques
- Poids : 23,41 t [1]
- Longueur/largeur/hauteur: 6,65 m/2,90 m/2,90 m
- Largeur de chaîne : 38 cm
- Garde au sol: 45 cm
- Capacité de franchissement des tranchées : jusqu’à 240 cm
- Capacité d’escalade : jusqu’à 120 cm
- Capacité de montée: max. 30°
- Profondeur d’eau: 80 cm
- Capacité d’abattage : arbres 20-25 cm de diamètre
- Blindage (acier tendre au NbFz V):
  - Avant : 20 mm
  - Page : 13 mm
  - Poupe : 13 mm
  - Tour : 15 mm tout autour
- Moteur : six cylindres en ligne, refroidi par liquide (moteur de vol BMW Va de 250 ch), remplacé à partir de 1937 par un moteur douze cylindres en V Maybach HL 108 TR (290 ch)
- Vitesse maximale: 30 km/h
- Contenu du réservoir : 457 l
- Zone de conduite : 120 km
- Armement[2]:
  - 1 × obusier 10,5 cm (NbFz VI) ou 1 × canon 7,5 cm L/24 (NbFz V) avec 80 obus
  - 1 × canon 3,7 cm L/46,5 avec 50 obus, 5 × MG 7,92 mm avec un total de 6000 tirs
- Équipage: 6
- Fabricant : Rheinmetall et F. Krupp Grusonwerk Magdeburg

## Jeux vidéo
- Le Neubaufahrzeug fait son apparition dans le jeu War Thunder, en tant que char lourd de tier I et un BR de 1.3 (battle rating / cote de bataille).